# Fénix (Tagebau)
Fénix (la Mina Fénix ), eigentlich FeNix für Ferronickel, ist ein Tagebau in El Estor, Guatemala. Die Mine, auch El Estor (la Mina El Estor) genannt, ist in Besitz der Compañía Guatemalteca de Níquel S.A. (CGN) einer Tochtergesellschaft des Schweizer Bergbaukonzerns Solway Investment Group.

## Geschichte und Daten zur Mine
Nach dem Militärputsch im Juni 1954 (siehe Operation PBSUCCESS) begann die Suche nach Bodenschätzen am Lago de Izabal. Die Junta verkaufte 1960 die Bergbaurechte an die Firma Exploraciones y Explotaciones Mineras de Izabal S.A. (EXIMBAL), ein Joint Venture der kanadischen Firma INCO (heute Vale Inco) und dem Staat Guatemala. 1965 erhielt INCO einen Pachtvertrag über 40 Jahre für einen Tageabbau auf 385 km². Unter der Regierung von Julio César Méndez Montenegro kam es zu weiteren Verhandlungen über den Betrieb der Mine. Eine Untersuchung der Universidad de San Carlos de Guatemala führte jedoch dazu, dass die Verhandlungen eingestellt wurden. Nach dem Militärputsch unter Carlos Manuel Arana Osorio wurde der Beschluss aufgehoben und die Mine nahm am 1. Juli 1970 ihren Betrieb auf. Auf dem Gebiet siedelnde Kleinbauern wurden zwangsweise vertrieben. Ab August 2008 gehörte die Fénix zur kanadischen Hudbay Minerals Company. Am 11. August 2011 wurde sie für 170 Millionen US-Dollar die an die damals noch russische Solway Group verkauft. Diese gliederte sie im September 2011 unter dem Namen Compañía Guatemalteca de Níquel S.A. (CGN) als Tochtergesellschaft aus. Der Staat Guatemala hält an der CGN und somit an der Mine einen Anteil von 1,8 Prozent.
2005 wurde die Konzessionsfläche der Mine erheblich erweitert. Im April 2006 wurde der Pachtvertrag um 25 Jahre bis 2031 verlängert.
Am 14. August 2016 kam es zu einer Explosion an den Kesseln der Ferronickelherstellung. Dabei kamen fünf Arbeiter ums Leben. Die Explosion führte dazu, dass Bunkertreibstoff, Schmiermittel und Prozesswasser in den Izabal-See flossen.
Im November 2020 kam es zu einem weiteren Bunker-Treibstoffaustritt. Schätzungsweise 13,5 Tonnen Kraftstoff wurden entfernt, nachdem die Verschüttung Boden und Wasser kontaminiert hatte.
2018 klagten Anwohner gegen die Mine, weil sie unter anderen ihr Abbaugebiet illegal von 6,29 km² auf 247 km² erweiterte und Wälder illegal gerodet wurden. Im Juli 2019 entschied das höchste Gericht Guatemalas die Klage gegen die Mine zugunsten der indigenen Bevölkerung und wies das Ministerium für Energie und Bergbau an, die Abbaulizenz von Solway bis zu einem Konsultationsverfahren auszusetzen. Nach langen Verzögerungen und einem weiteren Urteil, in dem die Anordnung wiederholt wurde, kam das Ministerium schließlich im Februar 2021 dem Urteil nach.
Im Oktober 2021 stellte der guatemaltekische Präsident Alejandor Giammattei die Region unter Kriegsrecht, um den Betrieb wieder aufnehmen zu können.
Nach einer Umbesetzung des Obersten Gerichtshofs erhielt Solway Group am 6. Januar 2022 die Genehmigung, die Produktion wieder aufzunehmen.
In der größten Nickel-Mine Mittelamerikas wurden 2022 36.200 Tonnen Nickel gefördert. Die Reserven belaufen sich auf circa 36,1 Millionen Tonnen Erz mit einem Nickelgehalt von 1,86 Prozent. Aus dem Nickel wird Ferronickel (FeNi), eine Eisen-Nickel-Legierung hergestellt, die zu 100 Prozent exportiert wird. Insgesamt sind in der Anlage ungefähr 2000 Personen beschäftigt. Sie ist mit Abstand der größte Arbeitgeber der Region.

## Korruption
Kritisiert wird die Mine seit mehreren Jahren, weil sie in Korruption und Umweltverschmutzung involviert sein soll. Ein Daten-Leak um das Recherchenetzwerk Forbidden Stories stütze diese Vorwürfe. Der Minenbetreiber bestreitet die Anschuldigungen und behauptet, dass es möglich sei, dass die Dokumente gefälscht worden sind und aus dem Zusammenhang gerissen worden sind und Teil einer Desinformationskampagne wären. Lokale Journalisten, welche über die Mine recherchieren, werden eingeschüchtert und sehen sich mit Haftbefehlen konfrontiert. Ein Richter, welcher so einen Haftbefehl verfügt hat, soll laut dem Daten Leak ein „Weihnachtsgeschenk“ von der Mine erhalten habe. Das Bergwerk meinte es sei üblich Geschenke zu geben. Die Bevölkerung protestierte im Mai 2017 zum wiederholten Male gegen die Mine, wogegen die guatemaltekische Polizei hart vorging. Dabei wurde der Fischer Carlos Maaz am 27. Mai 2017 von der Polizei erschossen. Häuser der Protestierenden wurden von der Polizei zerstört, ihre Nutztiere getötet. Aus dem Daten-Leak geht hervor, dass die Polizei mit Spenden von der Mine gestützt wird.
Im März 2022 wurde bekannt, dass die führenden Mitglieder der Maya-Gemeinden am See (Maya Q’eqchi’, CCMQ) allein im Jahr 2020 insgesamt 79.000 US-Dollar „Zuwendung“ bekamen, um sich für eine Wiedereröffnung der Mine einzusetzen. Die Privatstiftung der guatemaltekischen Nationalpolizei erhielt mehr als 45.000 US-Dollar. Andere Quellen sprechen von 140.000 US-Dollar in drei Jahren für die Polizei.

## Luftverschmutzung
Durch den Bergbau verursachte Staubentwicklung verschmutzt die Luft extrem. Durch Winde und Regen landet der Nickelstaub früher oder später im Lago de Izabal und schädigt auch dort Fauna und Flora. Die Nickelkonzentration im Feinstaub lag 2022 in der Nähe der Mine laut Experten zwischen 150 und 800 Nanogramm. Der in der Europäischen Union zulässige Höchstwert liegt bei 20 Nanogramm. Vermehrt leiden Menschen, die in der Nähe der Mine wohnen, unter Hautausschlägen und Atemproblemen wie Asthma und Bronchitis.

## Wasserverschmutzung
2017 kam es zur ersten großen Verschmutzung des Lago de Izabal, als vermutlich der Auslasskanal der Mine nach starken Regenfällen überlief und ihn teilweise rot (durch das Eisen verursacht) färbte.
Das Wasser des Sees wird durch Chrom, das als Nebenprodukt bei der Nickel-Isolierung anfällt, verschmutzt. Gesundheitliche Risiken bestehen ab einem Wert 90 Mikrogramm pro Gramm Sediment; im See finden sich Werte von 580 bis 2.800 Mikrogramm pro Gramm Sediment (Messung von 2017). Als weitere Schadstoffe lassen sich überhöhte Werte von Aluminium, Eisen und Nickel nachweisen. Es kam zu einer massiven Reduktion einheimischer Fischarten und Rundschwanzseekühen; die Fische sind stark mit Schwermetall belastet und lassen sich kaum verkaufen.
Mangels anderer Quellen wird das Wasser teilweise auch als Trinkwasser benutzt.